# Eidgenössische Sammlung
Die Eidgenössische Sammlung war eine politische Partei der Schweiz und Teil der Frontenbewegung.
Die Eidgenössische Sammlung bildete die direkte Nachfolgeorganisation der Nationalen Front, einer dem Nationalsozialismus nahestehenden Partei in den 1930er Jahren in der Schweiz. Nach ihrer Selbstauflösung im Frühjahr 1940 gründeten die Frontisten unter ihrem Führer Robert Tobler im selben Sommer die Eidgenössische Sammlung.
Die Partei forderte eine «Anpassung» der Schweizer Politik an die der Achsenmächte. Nach der Kapitulation Frankreichs im Juni 1940 war die Schweiz überall von faschistischen und nationalsozialistischen Staaten umgeben.
Kurzzeitig war auch der Schriftsteller Friedrich Dürrenmatt Mitglied der Organisation.
Die Eidgenössische Sammlung wurde von Staates wegen stark überwacht und konnte sich kaum frei entfalten. Am 6. Juli 1943 verbot der Bundesrat schliesslich die Eidgenössische Sammlung samt ihren Untergruppen.